# Odoardo 1. Farnese af Parma
Odoardo 1. (28. april 1612 – 11. september 1646) var den femte hertug af det lille hertugdømme Parma i Norditalien fra 1622 til 1646. Han tilhørte slægten Farnese og var søn af Ranuccio 1. Farnese i hans ægteskab med Margherita Aldobrandini.